# Rhoda Broughton
Rhoda Broughton (Denbigh, 29 novembre 1840 – Headington Hill, 5 giugno 1920) è stata una scrittrice inglese.

## Biografia
Spinta anche dalla parentela con Sheridan le Fanu, pubblicò i suoi primi lavori sul Dublin University Magazine (nel 1867). Ebbe difficoltà nel trovare un editore ma alla fine riuscì a pubblicare diversi racconti. I suoi romanzi erano molto veloci quando era giovane e molto lenti quando non era più giovane, non riuscendo mai ad adattarsi alle esigenze.

## Opere
Numerose sono state le opere che ha scritto durante la sua vita:
- Not Wisely, But Too Well - (1867)
- Cometh Up As A Flower - (1867)
- Red as a Rose is She - (1870)
- Good-bye, Sweetheart! - (1872)
- Nancy - (1873)
- Tales for Christmas Eve - (1873)
- Joan - (1876)
- Second Thoughts - (1880)
- Belinda - (1883)
- Doctor Cupid - (1886)
- Alas! - (1890)
- A Widower Indeed (With Elizabeth Bisland) - (1891)
- Mrs. Bligh - (1892)
- A Beginner - (1893)
- Scylla or Charybdis? - (1895)
- Dear Faustina - (1897)
- The Game And The Candle - (1899)
- Foes In Law - (1900)
- Lavinia - (1902)
- A Waif's Progress - (1905)
- Mamma - (1908)
- The Devil and the Deep Sea - (1910)
- Between Two Stools - (1912)
- Concerning a Vow - (1914)
- A Thorn in the Flesh - (1917)